# Musicforthemorningafter
Musicforthemorningafter è il primo album in studio del cantautore statunitense Pete Yorn, pubblicato nel 2001.

## Tracce
1. Life on a Chain – 3:45
2. Strange Condition – 3:57
3. Just Another – 3:14
4. Black – 4:11
5. Lose You – 4:35
6. For Nancy ('Cos It Already Is) – 3:30
7. Murray – 3:45
8. June – 2:34
9. Sense – 3:53
10. Closet – 3:03
11. On Your Side – 5:02
12. Sleep Better – 4:28
13. EZ – 4:41
14. Simonize – 2:54